# Centrală nucleară
     Se exploatează centrale nucleare, se construiesc noi centrale electrice.
     Centralele nucleare sunt în funcțiune, se vor construi noi centrale electrice.
     Nu există centrale nucleare, stațiile sunt construite.
     Se exploatează centrale nucleare, construcția noilor unități energetice nu este încă planificată.
     Centralele nucleare sunt în funcțiune, se ia în considerare reducerea numărului acestora.
     Energia nucleară civilă este interzisă prin lege.
     Nicio centrală nucleară.

Țările cu centrale nucleare.
Se exploatează centrale nucleare, se construiesc noi centrale electrice.
Centralele nucleare sunt în funcțiune, se vor construi noi centrale electrice.
Nu există centrale nucleare, stațiile sunt construite.
Se exploatează centrale nucleare, construcția noilor unități energetice nu este încă planificată.
Centralele nucleare sunt în funcțiune, se ia în considerare reducerea numărului acestora.
Energia nucleară civilă este interzisă prin lege.
Nicio centrală nucleară.

Centrala nucleară (sau centrala atomo-electrică) este o instalație modernă de producere a energiei electrice pe baza reacțiilor nucleare. Reactorul nuclear este o instalație complexă în care se realizează fisiunea nucleelor elementelor grele, printr-o reacție în lanț controlată, cu scopul de a permite utilizarea energiei degajate.
Zona activă a unei astfel de instalații este compusă din combustibilul nuclear, moderator, barele de control și agentul de răcire. În schimbătorul de căldură, apa se vaporizează și devine agentul producător de lucru mecanic, punând în funcțiune turbina. Generatorul electric este cel care convertește energia cinetică a turbinei în energie electrică.

## Istorie

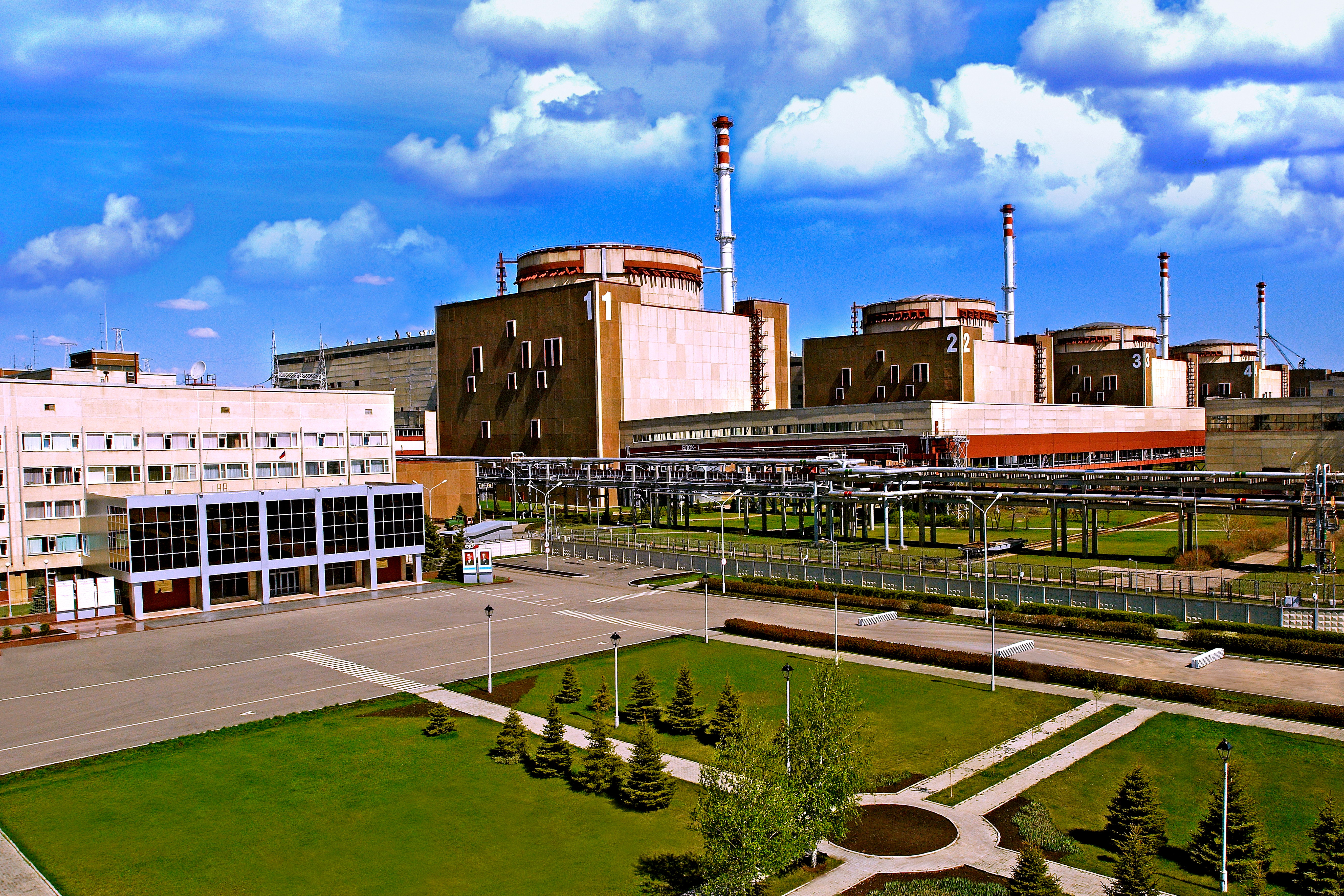
Centrala nucleară Balakovo, Rusia

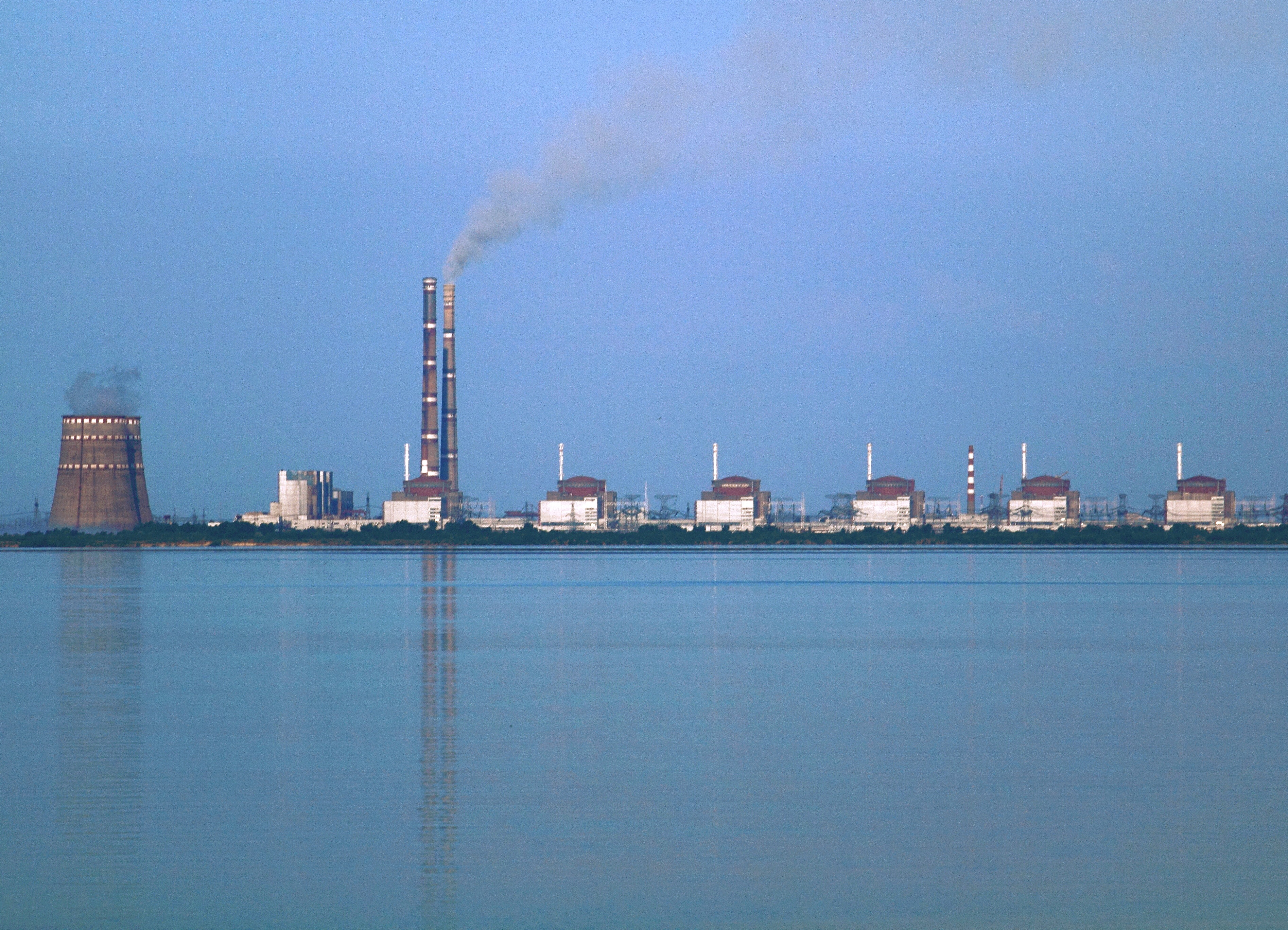
Centrala nucleară Zaporijjea, Ucraina

Centrala nucleară Cattenom, Franța

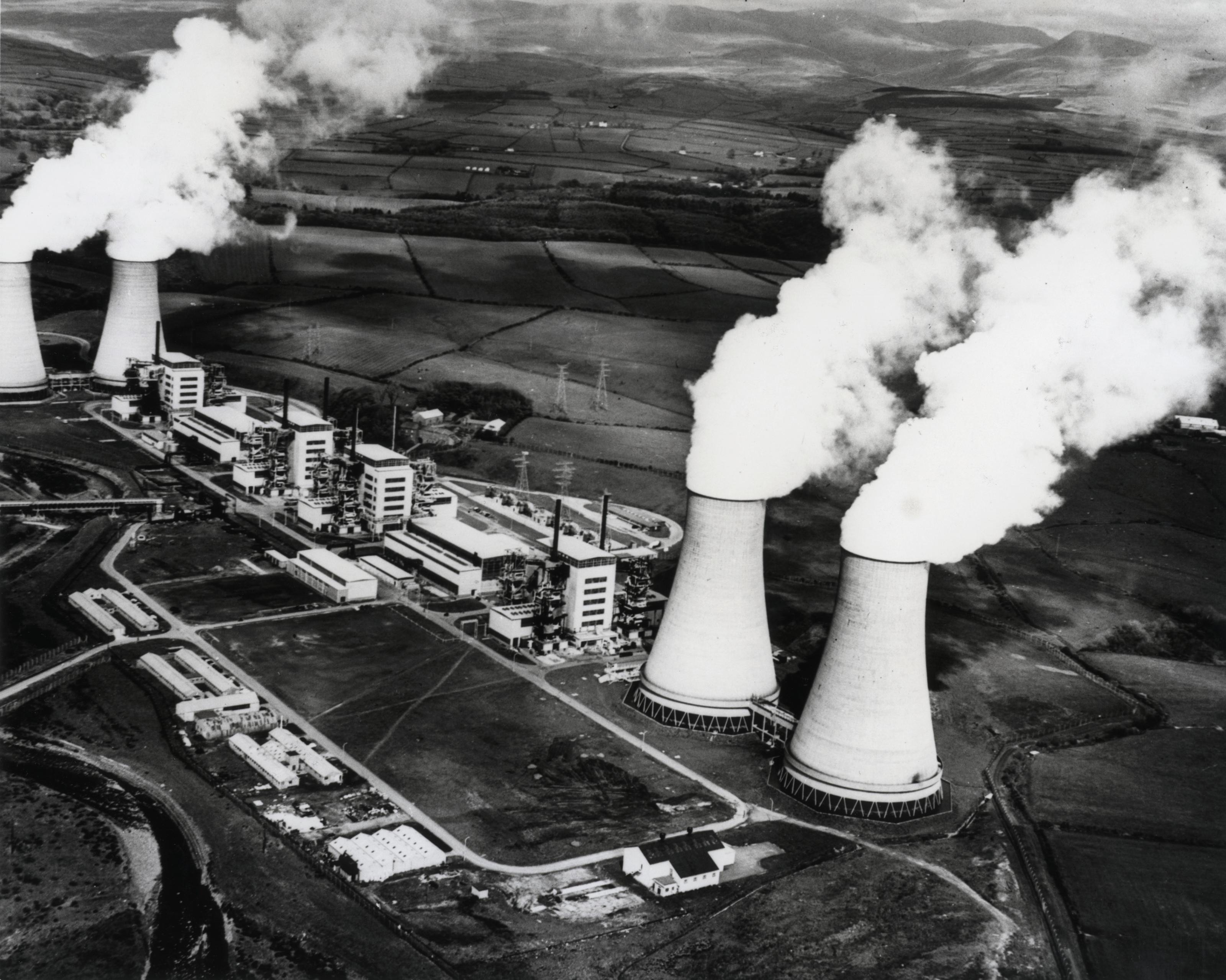
Centrala nucleară Calder Hall, Marea Britanie în 1973

Încercările de a folosi o reacție nucleară controlată pentru a produce energie electrică au început în anii 1940 în mai multe țări. În Uniunea Sovietică, în a doua jumătate a anilor '40, înainte de încheierea lucrărilor privind crearea primei bombe atomice sovietice (testul s-a desfășurat la 29 august 1949), oamenii de știință sovietici au început să dezvolte primele proiecte de utilizare pașnică a energiei nucleare, principala direcție fiind puterea electrică. În 1948, la sugestia lui I.V. Kurchatov și în conformitate cu sarcina CPSU (b) și a guvernului, primele lucrări au început cu privire la aplicarea practică a energiei atomice pentru a genera energie electrică.
3 septembrie 1948 pentru prima dată a fost posibilă alimentarea cu energie a aparatelor electrice care utilizează energia electrică obținută pe un reactor de grafit X-10 . În mai 1950, în orașul Obninsk, situat în regiunea Kaluga, a început construcția centralei nucleare Obninsk. În același an 1950, un reactor EBR-I a fost înființat în SUA lângă Arco, Idaho. La 20 decembrie 1951, acest reactor a produs în timpul experimentului o cantitate de energie electrică de 800 W. După aceea, puterea reactorului a fost mărită pentru a asigura alimentarea stației pe care a fost localizat reactorul. Aceasta oferă dreptul de a numi această stație prima instalație nucleară experimentală, dar nu a fost conectată la rețeaua electrică.
Prima centrală nucleară la scară mare (industrială) a fost cea de la Calder Hall, din Cumbria, Anglia. Folosind 4 reactori Magnox, a fost conectată la rețea pe 27 august 1956, iar inaugurarea oficială a fost făcută în prezența Reginei Elisabeta II, pe 17 octombrie 1956. Ultimul reactor a fost conectat la rețea pe 1 aprilie 1959, iar toate cele 4 au fost oprite pe 31 martie 2003, după 47 de ani de utilizare.
În 1979, a avut loc un accidentul de la Three Mile Island, după care SUA au încetat treptat construcția de reactori nucleari. Ideea introducerii unor noi capacități nucleare a revenit administrației lui George W. Bush la începutul anilor 2000. Au fost planificate construcția în serie a reactorilor de generația a treia, care au fost numite neoficial "renașterea atomică". În 2016, patru reactori erau în construcție.
În 1984 și 1985, a fost pus în funcțiune un număr record de reactori, 33 de unități în fiecare an. În 1986 - un dezastru pe scară largă la centrala nucleară de la Cernobîl, care pe lângă consecințele imediate a afectat grav întreaga industrie a energiei nucleare. Aceasta a forțat specialiștii din întreaga lume să reconsidere problema siguranței centralei nucleare și să se gândească la necesitatea unei cooperări internaționale pentru a spori siguranța centralelor nucleare. Sub influența dezastrului de la Cernobîl, Italia a organizat un referendum, la care majoritatea a votat să închidă centralele nucleare ale țării. Ca urmare în anii 1990, Italia a încetat să mai exploateze centralele nucleare.
Până la sfârșitul anilor 1980, ritmul de construcție a centralelor nucleare a încetinit semnificativ. Cu toate acestea în 1996, ponderea energiei nucleare în producția mondială de energie electrică a atins vârful - 17,6%
Un impact major asupra energiei nucleare a fost un dezastru la centrala nucleară Fukushima-Daiichi, care a avut loc în martie 2011 în Japonia. A apărut ca urmare a impactului unui puternic cutremur și asupra tsunami-ului care a urmat-o asupra centralei nucleare.

## Generarea de energie electrică
În anul 2016, în total, centralele nucleare mondiale au produs 2477 TWh de energie electrică , care au reprezentat 10,7% din producția mondială de energie electrică. La mijlocul anului 2018, numărul de unități operaționale nucleare (cu excepția celor suspendate temporar) în lume este de 451 .
Liderii mondiali în producția de energie nucleară pentru anul 2016 au fost :
- (805,3 miliarde kWh/an), operează 99 de reactori nucleare (19,7% din energia electrică generată).
- (384,0 miliarde kWh/an), 58 de reactori (72,3% din energia electrică generată).
- (210,5 miliarde kWh/an), 36 de reactori (3,6% din energia electrică generată).
- (179,7 miliarde kWh/an), 37 de reactori (17,1% din energia electrică generată).
- (154,3 miliarde kWh/an), 25 de reactori (30,3% din energia electrică generată).
- (97,4 miliarde kWh/an), 19 reactori (15,6% din energia electrică generată).
- (81,0 miliarde kWh/an), 15 reactori (52,3% din energia electrică generată).
- (80,1 miliarde kWh/an), 8 reactori (13,1% din energia electrică generată).
- (65,1 miliarde kWh/an), 15 reactori (20,4% din energia electrică generată).
- (60,6 miliarde kWh/an), 10 reactori (40,0% din energia electrică generată).

Jumătate din producția mondială de energie electrică la centralele nucleare este reprezentată de Statele Unite și Franța.

## Clasificare

### Pe tipuri de reactori
Centralele nucleare sunt clasificate în funcție de tipul reactorilor utilizați:
- reactor cu neutroni termici:
  - reactor cu apă sub presiune
  - reactor cu apă în fierbere
  - reactor de apă grea sub presiune
  - reactor răcit cu gaz
  - reactor nuclear de tip grafit-apă
- reactor cu neutroni rapizi

### După tipul de energie eliberată
Centralele nucleare pot fi împărțite în:
- Centrale nucleare (NPP), concepute pentru a genera energie electrică. În același timp, multe centrale nucleare au centrale termice și centrale electrice proiectate pentru a încălzi apa din rețea utilizând pierderile de căldură din instalație.
- Centrale termice și centrale electrice atomice (ATPP), care produc atât energie electrică, cât și energie termică.

## Principiul de funcționare

Schema de funcționare a unei centrale nucleare într-un reactor de putere răcit cu apă dublu-circuit (VVER)

O unitate de putere cu un reactor de apă sub presiune, utilizând exemplul lui Biblis-B

Figura arată funcționarea unei centrale nucleare cu un reactor de putere răcit cu apă dublu-circuit. Energia eliberată în miezul reactorului este transferată la agentul de răcire primar. Apoi, lichidul de răcire pătrunde în schimbătorul de căldură (generatorul de abur), unde încălzește apele celui de-al doilea circuit la fierbere. Aburul rezultat intră în turbină, prin rotirea generatoarelor electrice. La ieșirea din turbine, aburul intră în condensator, unde este răcit de o cantitate mare de apă care vine din rezervor.
Compensatorul de presiune este un design destul de complicat și greoi, care servește la egalizarea fluctuațiilor de presiune din circuit în timpul funcționării reactorului, datorită dilatării termice a agentului de răcire. Presiunea din circuitul 1 poate atinge până la 160 atmosfere (VVER-1000).
Pe lângă apă, în diferiți reactori, topiturile metalice pot fi de asemenea utilizate ca lichid de răcire: sodiu, plumb, plumb eutectic cu bismut etc. Utilizarea lichidelor de răcire a metalelor lichide ne permite să simplificăm proiectarea carcasei miezului reactorului (spre deosebire de circuitul de apă, presiunea din circuitul metalic lichid nu depășește presiunea atmosferică) și să scape compensatorul de presiune.
Dacă este imposibil să se utilizeze cantități mari de apă pentru a condensa aburul în loc să se utilizeze un rezervor, apa poate fi răcită în turnuri de răcire speciale (turnuri de răcire) care, datorită dimensiunii lor, sunt, de obicei, partea cea mai vizibilă a unei centrale nucleare.

## Emisie
Orice centrală nucleară operațională are impact asupra mediului în trei domenii:
- emisii gazoase (inclusiv radioactive) în atmosferă;
- emisia cantităților mari de căldură;
- distribuția deșeurilor radioactive lichide în jurul centralelor nucleare.

În timpul funcționării unui reactor nuclear, activitatea totală în miezul reactorului crește de milioane de ori. Numărul și compoziția emisiilor radioactive gazoase și a aerosolilor în atmosferă depinde de tipul reactorului, durata de funcționare, puterea reactorului, eficiența purificării gazului și a apei. Gazele și emisiile de aerosoli suferă un sistem complex de purificare, care este necesar pentru a-și reduce activitatea și apoi este emis în atmosferă printr-o conductă de ventilație.
Principalele componente ale emisiilor de gaze-aerosoli sunt izotopii radioactivi ai gazele nobile, aerosolii produșilor de fisiune și de activare, precum și compușii volatili ai iodului radioactiv . În total, aproximativ 300 de radionuclizi diferiți sunt formați din combustibilul de uraniu într-un reactor nuclear al centralei electrice în urma reacției de fisiune, din care mai mult de 30 pot ajunge accidental în atmosferă . În plus, tritiul se poate forma prin reacția de activare a deuteriului, în special în reactori de tip CANDU (moderați cu apă grea).
| Izotop     | Perioadă de înjumătățire |
| ---------- | ------------------------ |
| iod-129    | 16 mln ani               |
| carbon-14  | 5730 ani                 |
| cesiu-137  | 30 ani                   |
| tritiu     | 12,3 ani                 |
| kripton    | 10,6 ani                 |
| iod-131    | 8 zile                   |
| xenon-133  | 5,27 zile                |
| iod-133    | 20,8 ore                 |
| argon-41   | 1,82 ore                 |
| kripton-87 | 78 min                   |
| xenon-138  | 17 min                   |
| azot-16    | 7,35 sec                 |